# Шпиталь святого Лазаря
Костел і шпиталь святого Лазаря — комплекс будівель у Львові, що належать до XVII–XIX століть і мають статус пам'яток архітектури. Серед них, зокрема, костел св. Лазаря — пам'ятка епохи Ренесансу з елементами готики та кілька ренесансних шпитальних приміщень. Територія і будівлі закладу нині належать різним установам.

## Історія
Шпиталь св. Лазаря був заснований львівським лавником, членом Вервечкового братства, Мареком Шарфенберґером-Остроґурським у 1616 році. На власних землях, що на Калічій горі, він збудував два дерев'яні будинки. Один призначався для хворих, інший — для священника. Згодом було прибудовано ще кілька кімнат шпиталю і дерев'яну каплицю.
Незабаром через висновок медиків про нібито шкідливість цього місця для здоров'я шпиталь було вирішено перенести. Привід вочевидь надуманий, враховуючи, що за кілька років терени були забудовані літніми резиденціями львівських патриціїв, серед яких на той час було багато медиків. 1620 року придбано кілька суміжних між собою ділянок на Сокільницькій вулиці (нині вулиця Коперника). Свої ґрунти, розташовані поруч, подарував львівський будівничий Амвросій Прихильний, котрий разом з Яном Покоровичем став довічним провізором закладу. 1621 року на цьому новому місці він спорудив дерев'яні будинки шпиталю і каплицю. Того самого року у шпиталі розміщено поранених вояків, що повертались із битви під Хотином. За свідченням Бартоломея Зиморовича, у шпиталі їх померло понад 2 тисячі. 1623 року проведено водопровід із водозбірника на Кульпаркові.
1634 року Прихильний розпочав будівництво мурованого костелу за власним проєктом. Застосовано камінь із гори Шембека, що розташована поблизу. 1638 року за наказом короля Владислава IV за шпиталем розпочато будівництво укріплень за проєктом Фридерика Ґетканта. Єдиною оборонною лінією планувалось охопити всі передмістя Львова. Укріплення, однак, недобудовано, і через кілька десятиліть Ян Томаш Юзефович констатував, що в районі шпиталю від них не залишилося сліду. Храм освячено 16 жовтня 1639 року ще на стадії будівництва. Амвросій Прихильний помер 1640 року і був похований у криптах костелу. Завершення шпиталю він доручив будівничому Мартину Годному і заповів для цього все своє майно. Дві вежі костелу, ймовірно, добудовані Годним. 15 березня 1646 року рішенням папи римського опіку над шпиталем закріплено за орденом домініканців, одночасно львівську капітулу від управління усунуто. Звіт провізора, ім'я якого не встановлене, говорить про те, що 1653 року було завершено головний вівтар з «образом», а також цимборій.
Найстарші шпитальні приміщення, що прилягають до костелу з обидвох сторін, ймовірно, збудовані одночасно із храмом. Початково вони були одноповерховими, поки у 1882 році не добудовано другий поверх. З давніх споруд, існує ще одна окрема, про ремонт якої згадується 1654 року. У 1746–1747 роках до шпиталю проведено водопровід, збудовано будиночок сторожа при фіртці, зроблено дубові сходи від фіртки до дороги. До XVIII ст. біля костелу був цвинтар, на якому ховали убогих і калік. 1845 року при шпиталі утворено також будинок убогих і престарілих. Через два роки для його потреб адаптовано приміщення колишньої фабрики металевих виробів Й. Шумана. Наприкінці XIX століття храм перебував у занедбаному стані, оскільки не ремонтувався понад століття. 1872 року проведено капітальний ремонт.
У радянський час більшість творів мистецтва, що зберігались у храмі, зникли. Будівлі було передано військовим. Проведено ремонт. 1989 року храм і прилеглі шпитальні будинки передали львівському дитячому хорові «Дударик». Нині в храмі також почергово проводяться богослужіння Греко-католицької, УПЦ КП та автокефальної православної церкви.

## Архітектура
Увесь комплекс розміщений на пагорбі поруч із вулицею Коперника, з усіх сторін оточений муром. На розі із вулицею Грабовського влаштовано в'їзд на територію колишнього шпиталю, котра нині поділена між кількома закладами. Зі сторони Коперника зберігся автентичний мур XVII ст., фіртка, біля якої в стіну вмуровано дві кам'яні таблиці. Перша — рельєф, що ілюструє притчу про св. Лазаря, на другій зображено рідкісний сюжет — Бог Отець, що тримає Ісуса на колінах, над дверима — фундаційний напис 1621 року про заснування шпиталю.
Найдавніше збудовані корпуси шпиталю з двох боків прилягають до храму і утворюють комплекс будівель, розміщений на північній межі ділянки. Храм зорієнтований на осі північ-південь із входом з півдня. Один двоповерховий будинок давнього шпитального комплексу стоїть окремо, південною стіною продовжуючи лінію муру зі сторони вулиці Грабовського. В один із контрфорсів цього будинку вмуровано стару надгробну плиту.
Костел збудований з цегли і каменю, тинькований. В плані складається із прямокутної нави із дещо вужчою прямокутною абсидою і прибудованим пізніше присінком. З обидвох боків абсиди прибудовані триярусні квадратні в плані вежі. Нава перекрита коробовими склепіннями з розпалубками. Дах бляшаний, над навою — двоспадовий із маленькою сигнатуркою, над вежами — низький наметовий. Головний фасад простий, декором є лише фриз із модульонами, що відділяє трикутний фронтон знизу. На другому ярусі головного фасаду — велике стрільчасте вікно у кам'яному обрамуванні, а також мале стрільчасте — на фронтоні. На бокових фасадах нави влаштовано такі ж великі стрільчасті вікна, по 3 із кожного боку. По одному такому ж вікну влаштовано з обидвох боків квадратної абсиди.
По при загальний ренесансний характер, у храмі виразно помітні ремінесцеції готики: симетричні вежі, стрільчасті вікна головної нави і веж. За об'ємно-просторовим вирішенням і стильовими ознаками храм близький до колишньої вірменської церкви Святого Хреста на вулиці Замарстинівській, авторство якої не встановлено. Є також подібність фризу із модульонами до аналогічного у вівтарній (найстаршій) частині костелу Марії Магдалини, що стоїть неподалік. За припущенням Володимира Вуйцика ці подібності можуть пояснюватись участю Мартина Годного у будівництві усіх цих храмів.

## Внутрішній вистрій
Початково у храмі знаходились три вівтарі середини XVII ст., амвон, хори і дерев'яні лави. Однак на сьогодні пам'яток XVII ст. за винятком образу «Богоматір з вервечкою», в інтер'єрі не збереглось. Нинішній головний вівтар у барокових формах походить із XVIII ст., а бокові — з XIX. Разом із боковими вівтарями виготовлено новий амвон. У храмі було чотири дзвони. Відомо, що три з них були виготовлені 1856 року, а під час Першої світової війни їх реквізовано австрійською владою. Приблизно 1860 року львівською фірмою Р. Духенського збудовано орган із 18 регістрами і одним мануалом. У 1880-ті з римо-католицької катедри передали велику дубову сповідальницю.
Наприкінці XIX ст. у храмі згромаджено багато ікон, скульптур, різних церковних речей. Особливо вшановувалась вірянами ікона Матері Божої Ченстоховської. У захристі зберігався срібний келих, дар папи Льва XIII. Усе майно, окрім вівтарів і органу, зникло або було знищене після Другої світової війни. У 1980-х роках орган передано до Львівського музею історії релігії, а пізніше — до його філіалу у Шептицькому, де зберігається дотепер.